# فیشلام
فیشلام (به آلمانی: Fischlham) یک منطقهٔ مسکونی در اتریش است که در ناحیه ولس لند واقع شده‌است. فیشلام ۱۶ کیلومتر مربع مساحت دارد ۳۵۳ متر بالاتر از سطح دریا واقع شده‌است.